# Kamienica Rudolfa Gehrke w Bydgoszczy
Kamienica Rudolfa Gehrke w Bydgoszczy – kamienica położona w Bydgoszczy przy ul. Gdańskiej 113.

## Położenie
Budynek stoi w zachodniej pierzei ul. Gdańskiej u zbiegu z ul. Chocimską.

## Charakterystyka
Kamienicę wzniesiono w 1886 roku dla kupca Rudolfa Gehrke, według projektu budowniczego Józefa Święcickiego.
Budynek prezentuje formy architektury eklektycznej, z neorenesansowym detalem architektonicznym.
Wejście od strony ul. Gdańskiej zwieńczono naczółkiem z pełnoplastyczną głową mężczyzny w hełmie.